# Tiro com arco nos Jogos Europeus de 2019
As competições de tiro com arco nos Jogos Europeus de 2019 foram disputadas no Complexo Esportivo Olímpico , em Minsk, na Bielorrússia, entre 21 a 27 de junho de 2019. Foram disputadas 8 modalidades. Foram realizadas cinco provas com arco recurvo e três com arco composto. As provas em recurvo foram utilizadas como torneio de qualificação continental para os Jogos Olímpicos de Verão de 2020.

## Calendário
| Junho         | 21 | 22 | 23 | 24 | 25 | 26 | 27 | 28 | 29 | 30 |
| ------------- | -- | -- | -- | -- | -- | -- | -- | -- | -- | -- |
| Tiro com arco | ●  | 2  | 2  | ●  | ●  | 2  | 2  |    |    |    |

|  | Dia de competição |  | Dia de final |

## Qualificação
A Diretoria Executiva da WAE aprovou o sistema de qualificação em novembro de 2017. Um total de 128 atletas se classificaram para os jogos, sendo 96 no recurvo e 32 no composto.

### Recurvo
| Meio de qualificação                         | Data                    | Sede      | Atletas per NOC | Total de lugares | Masculino | Feminino |
| -------------------------------------------- | ----------------------- | --------- | --------------- | ---------------- | --- | --- |
| Nação anfitriã                               | —                       | —         | 3               | 3                | BLR Bielorrússia | BLR Bielorrússia |
| Campeonato Europeu de 2018 (equipe)          | 27-31 de agosto de 2018 | Legnica   | 3               | 15               | GBR Grã-Bretanha ITA Itália LUX Luxemburgo RUS Rússia ESP Espanha | GER Alemanha GBR Grã-Bretanha ITA Itália RUS Rússia TUR Turquia |
| Campeonato Europeu de 2018 (individual)      | 27-31 de agosto de 2018 | Legnica   | 1               | 14               | AUT Áustria BEL Bélgica BUL Bulgária CRO Croácia FIN Finlândia GER Alemanha HUN Hungria LAT Letônia MDA Moldávia POL Polônia SLO Eslovênia SWE Suécia TUR Turquia UKR Ucrânia | AUT Áustria AZE Azerbaijão BEL Bélgica EST Estônia FRA França GEO Geórgia GRE Grécia MDA Moldávia NED Países Baixos NOR Noruega POL Polônia SVK Eslováquia ESP Espanha SWE Suécia |
| Grande Prêmio da Europa de 2019 (equipe)     | 9-13 de abril de 2019   | Bucareste | 3               | 6                | FRA França NED Países Baixos | DEN Dinamarca UKR Ucrânia |
| Grande Prêmio da Europa de 2019 (individual) | 9-13 de abril de 2019   | Bucareste | 1               | 7                | EST Estônia GEO Geórgia GRE Grécia ISR Israel NOR Noruega SVK Eslováquia SUI Suíça                                                                                            | BUL Bulgária CRO Croácia FIN Finlândia IRL Irlanda ROU Romênia SLO Eslovênia SUI Suíça                                                                                            |
| Lugares de universalidade                    | —                       | —         | 1               | 3                | ALB Albânia LIE Liechtenstein SMR San Marino | KOS Kosovo LTU Lituânia MNE Montenegro |
| Realocação                                   |                         |           | 1               |                  | CYP Chipre CZE Chéquia | CYP Chipre |
| Total                                        | Total                   | Total     |                 |                  | 48 atletas | 48 atletas |

### Composto
| Meio de qualificação                         | Data                    | Sede      | Atletas per NOC | Total de lugares | Masculino                                                                                               | Feminino                                                                                                |
| -------------------------------------------- | ----------------------- | --------- | --------------- | ---------------- | --- | --- |
| Nação anfitriã                               | —                       | —         | 1               | 1                | BLR Bielorrússia                                                                                        | BLR Bielorrússia                                                                                        |
| Campeonato Europeu de 2018 (individual)      | 27-31 de agosto de 2018 | Legnica   | 1               | 8                | CRO Croácia FIN Finlândia FRA França ITA Itália LUX Luxemburgo NED Países Baixos RUS Rússia TUR Turquia | BEL Bélgica DEN Dinamarca FRA França NED Países Baixos RUS Rússia SLO Eslovênia ESP Espanha TUR Turquia |
| Grande Prêmio da Europa de 2019 (individual) | 9–13 de abril de 2019   | Bucareste | 1               | 5                | GER Alemanha GBR Grã-Bretanha POL Polônia SRB Sérvia SWE Suécia                                         | CRO Croácia EST Estônia GER Alemanha GBR Grã-Bretanha ITA Itália                                        |
| Lugares de universalidade                    | —                       | —         | 1               | 2                | CZE Chéquia POR Portugal                                                                                | CYP Chipre ISL Islândia                                                                                 |
| Total                                        | Total                   | Total     |                 |                  | 16 atletas                                                                                              | 16 athetas                                                                                              |

### Resumo
As nações que mandaram atletas para o evento foram as seguintes.
| Nacionalidade     | Recurvo              | Recurvo         | Recurvo             | Recurvo         | Recurvo      | Composto             | Composto            | Composto     | Total |
| Nacionalidade     | Masculino individual | Mascuino equipe | Feminino individual | Feminino equipe | Misto equipe | Masculino individual | Feminino individual | Misto equipe | Total |
| ----------------- | -------------------- | --------------- | ------------------- | --------------- | ------------ | -------------------- | ------------------- | ------------ | ----- |
| ALB Albânia       | 1                    |                 |                     |                 |              |                      |                     |              | 1     |
| AUT Áustria       | 1                    |                 | 1                   |                 | X            |                      |                     |              | 2     |
| AZE Azerbaijão    |                      |                 | 1                   |                 |              |                      |                     |              | 1     |
| BLR Bielorrússia  | 3                    | X               | 3                   | X               | X            | 1                    | 1                   | X            | 8     |
| BEL Bélgica       | 1                    |                 | 1                   |                 | X            |                      | 1                   |              | 3     |
| BUL Bulgária      | 1                    |                 | 1                   |                 | X            |                      |                     |              | 2     |
| CRO Croácia       | 1                    |                 | 1                   |                 | X            | 1                    | 1                   | X            | 4     |
| CYP Chipre        | 1                    |                 | 1                   |                 | X            |                      | 1                   |              | 3     |
| CZE Chéquia       | 1                    |                 |                     |                 |              | 1                    |                     |              | 2     |
| DEN Dinamarca     |                      |                 | 3                   | X               |              |                      | 1                   |              | 4     |
| EST Estônia       | 1                    |                 | 1                   |                 | X            |                      | 1                   |              | 3     |
| FIN Finlândia     | 1                    |                 | 1                   |                 | X            | 1                    |                     |              | 3     |
| FRA França        | 3                    | X               | 1                   |                 | X            | 1                    | 1                   | X            | 6     |
| GEO Geórgia       | 1                    |                 | 1                   |                 | X            |                      |                     |              | 2     |
| GER Alemanha      | 1                    |                 | 3                   | X               | X            | 1                    | 1                   | X            | 6     |
| GBR Grã-Bretanha  | 3                    | X               | 3                   | X               | X            | 1                    | 1                   | X            | 8     |
| GRE Grécia        | 1                    |                 | 1                   |                 | X            |                      |                     |              | 2     |
| HUN Hungria       | 1                    |                 |                     |                 |              |                      |                     |              | 1     |
| ISL Islândia      |                      |                 |                     |                 |              |                      | 1                   |              | 1     |
| IRL Irlanda       |                      |                 | 1                   |                 |              |                      |                     |              | 1     |
| ISR Israel        | 1                    |                 |                     |                 |              |                      |                     |              | 1     |
| ITA Itália        | 3                    | X               | 3                   | X               | X            | 1                    | 1                   | X            | 8     |
| KOS Kosovo        |                      |                 | 1                   |                 |              |                      |                     |              | 1     |
| LAT Letônia       | 1                    |                 |                     |                 |              |                      |                     |              | 1     |
| LTU Lituânia      |                      |                 | 1                   |                 |              |                      |                     |              | 1     |
| LUX Luxemburgo    | 3                    | X               |                     |                 |              | 1                    |                     |              | 4     |
| MDA Moldávia      | 1                    |                 | 1                   |                 | X            |                      |                     |              | 2     |
| MNE Montenegro    |                      |                 | 1                   |                 |              |                      |                     |              | 1     |
| NED Países Baixos | 3                    | X               | 1                   |                 | X            | 1                    | 1                   | X            | 6     |
| POL Polônia       | 1                    |                 | 1                   |                 | X            | 1                    |                     |              | 3     |
| POR Portugal      |                      |                 |                     |                 |              | 1                    |                     |              | 1     |
| ROU Romênia       |                      |                 | 1                   |                 |              |                      |                     |              | 1     |
| RUS Rússia        | 3                    | X               | 3                   | X               | X            | 1                    | 1                   | X            | 8     |
| SMR San Marino    | 1                    |                 |                     |                 |              |                      |                     |              | 1     |
| SRB Sérvia        |                      |                 |                     |                 |              | 1                    |                     |              | 1     |
| SVK Eslováquia    | 1                    |                 | 1                   |                 | X            |                      |                     |              | 2     |
| SLO Eslovênia     | 1                    |                 | 1                   |                 | X            |                      | 1                   |              | 3     |
| ESP Espanha       | 3                    | X               | 1                   |                 | X            |                      | 1                   |              | 5     |
| SWE Suécia        | 1                    |                 | 1                   |                 | X            | 1                    |                     |              | 3     |
| SUI Suíça         | 1                    |                 | 1                   |                 | X            |                      |                     |              | 2     |
| TUR Turquia       | 1                    |                 | 3                   | X               | X            | 1                    | 1                   | X            | 6     |
| UKR Ucrânia       | 1                    |                 | 3                   | X               | X            |                      |                     |              | 4     |
| 42 NOCs           | 48                   | 8               | 48                  | 8               | 25           | 16                   | 16                  | 9            | 128   |

## Medalhistas

### Recurvo
| Evento                        | Ouro                                                            | Prata                                                                  | Bronze                                                    |
| ----------------------------- | --------------------------------------------------------------- | ---------------------------------------------------------------------- | --------------------------------------------------------- |
| Individual masculino detalhes | Mauro Nespoli ITA Itália                                        | Steve Wijler NED Países Baixos                                         | Pablo Acha ESP Espanha                                    |
| Equipes masculinas detalhes   | FRA França Pierre Plihon Thomas Chirault Jean-Charles Valladont | NED Países Baixos Sjef van den Berg Jan van Tongeren Steve Wijler      | ITA Itália Marco Galiazzo Mauro Nespoli David Pasqualucci |
| Individual feminino detalhes  | Tatiana Andreoli ITA Itália                                     | Lucilla Boari ITA Itália                                               | Gabriela Bayardo NED Países Baixos                        |
| Equipes femininas detalhes    | GBR Grã-Bretanha Sarah Bettles Naomi Folkard Bryony Pitman      | BLR Bielorrússia Karyna Dziominskaya Karyna Kazlouskaya Hanna Marusava | DEN Dinamarca Randi Degn Maja Jager Anne Marie Laursen    |
| Equipes mistas detalhes       | ITA Itália Lucilla Boari Mauro Nespoli                          | GBR Grã-Bretanha Naomi Folkard Patrick Huston                          | GER Alemanha Michelle Kroppen Cedric Rieger               |

### Composto
| Evento                        | Ouro                                    | Prata                                           | Bronze                                 |
| ----------------------------- | --------------------------------------- | ----------------------------------------------- | -------------------------------------- |
| Individual masculino detalhes | Mike Schloesser NED Países Baixos       | Gilles Seywert LUX Luxemburgo                   | Mario Vavro CRO Croácia                |
| Individual feminino detalhes  | Toja Ellison SLO Eslovênia              | Natalia Avdeeva RUS Rússia                      | Sophie Dodemont FRA França             |
| Equipes mistas detalhes       | RUS Rússia Natalia Avdeeva Anton Bulaev | NED Países Baixos Sanne de Laat Mike Schloesser | TUR Turquia Yeşim Bostan Evren Çağıran |

## Quadro de medalhas
| Ordem | País              | Medalha de ouro | Medalha de prata | Medalha de bronze |    |
| ----- | ----------------- | --------------- | ---------------- | ----------------- | -- |
| 1     | ITA Itália        | 3               | 1                | 1                 | 15 |
| 2     | NLD Países Baixos | 1               | 3                | 1                 | 5  |
| 3     | GBR Grã-Bretanha  | 1               | 1                |                   | 2  |
|       | RUS Rússia        | 1               | 1                |                   | 2  |
| 5     | FRA França        | 1               |                  | 1                 | 2  |
| 6     | SVN Eslovênia     | 1               |                  |                   | 1  |
| 7     | LUX Luxemburgo    |                 | 1                |                   | 1  |
|       | BLR Bielorrússia  |                 | 1                |                   | 1  |
| 9     | DNK Dinamarca     |                 |                  | 1                 | 1  |
|       | DEU Alemanha      |                 |                  | 1                 | 1  |
|       | HRV Croácia       |                 |                  | 1                 | 1  |
|       | ESP Espanha       |                 |                  | 1                 | 1  |
|       | TUR Turquia       |                 |                  | 1                 | 1  |
| TOTAL | TOTAL             | 8               | 8                | 8                 | 24 |